# Hiéroglyphe égyptien D33
Le hiéroglyphe égyptien D33 (deux bras ramant) est classifié dans la section D « Parties du corps humain » de la liste de Gardiner ; cet hiéroglyphe y est noté D33.

## Représentation
Il représente deux bras reliés par un torse, ramant. Il est translittéré ẖn ou ẖnj.

## Utilisation
| D33 · n | P1 |

| D33 · n | P1 |

 transporter par voie d'eau » et dérivés, d'où découle sa valeur en tant que phonogramme bilitère de valeur ẖn.

## Exemples de mots
| D33 · n | nw | w | A1 |

| D33 · n | nw | w | A1 |

| D33 | n · n | nw · w · E21 | A24 | A1 · Z2 |

| D33 | n · n | nw · w · E21 | A24 | A1 · Z2 |

| D33 · n | ti | A22 |

| D33 · n | ti | A22 |